# USS 에식스 (LHD-2)
USS 에식스 (LHD-2)는 미국 해군에서 운용중인 와스프급 강습상륙함의 2번함이다. LHD는 헬리콥터와 도크가 있다는 뜻으로 공기부양정 3대 이상과 헬리콥터를 탑재할 수 있을 때 LHD로 명명된다. 갑판이 직사각형의 형태로 되어 있으며, 수직 이착륙기를 탑재할 수 있고 LCAC나 LCU같은 상륙정을 3대 탑재할 수 있다. 또한 600개의 병상이 있는 치료실이 있다.
매사추세츠 에식스 카운티의 이름을 딴 5번째 배이다. 당시 딕 체니 국방부장관이 취역식 축사를 했다. 딕 체니는 이후에 부통령이 되었다.
현재 에식스함은 제7원정타격단(ESG: Expeditionary Strike Group)의 기함이며, 일본 사세보가 모항이다. 아시아 미군의 핵심전력인 미국 제7함대의 영구전진배치 군함 18척 중 하나다.

## 역사
2004년 에식스함은 31 해병 원정단 (31st MEU)을 쿠웨이트로 파병했다. USS Harpers Ferry (LSD-49)와 USS Juneau (LPD-10)도 함께 출항했다. 에식스함은 파병된 해병들이 팔루자 전투를 치르는 동안 걸프만에 계속 머물렀다. 그 기간 동안, 2004년 인도네시아 지진이 발생하여, 에섹스함은 오퍼레이션 유니파이드 시스턴스를 인도네시아 Banda Aceh 지역에서 수행했다. 그 후 다시 걸프만으로 돌아와서 31 해병 원정단을 지원했다. 모든 작전이 종료하고 31원정단을 태우고 일본 오키나와로 귀항했다. 바다에서 8개월간 작전하였다.
2008년 여름 미얀마의 사이클론 나르기스 재난시에 에식스 상륙전단이 투입되었다. 미얀마 군사정부가 미국의 지원을 바로 허락하지 않아서 5월 13일부터 6월 5일까지 미얀마 해안에 정박했다. 허락이 나오지 않아 철수하고 원래 정해져 있던 작전을 수행하러 떠났다.

## 사진

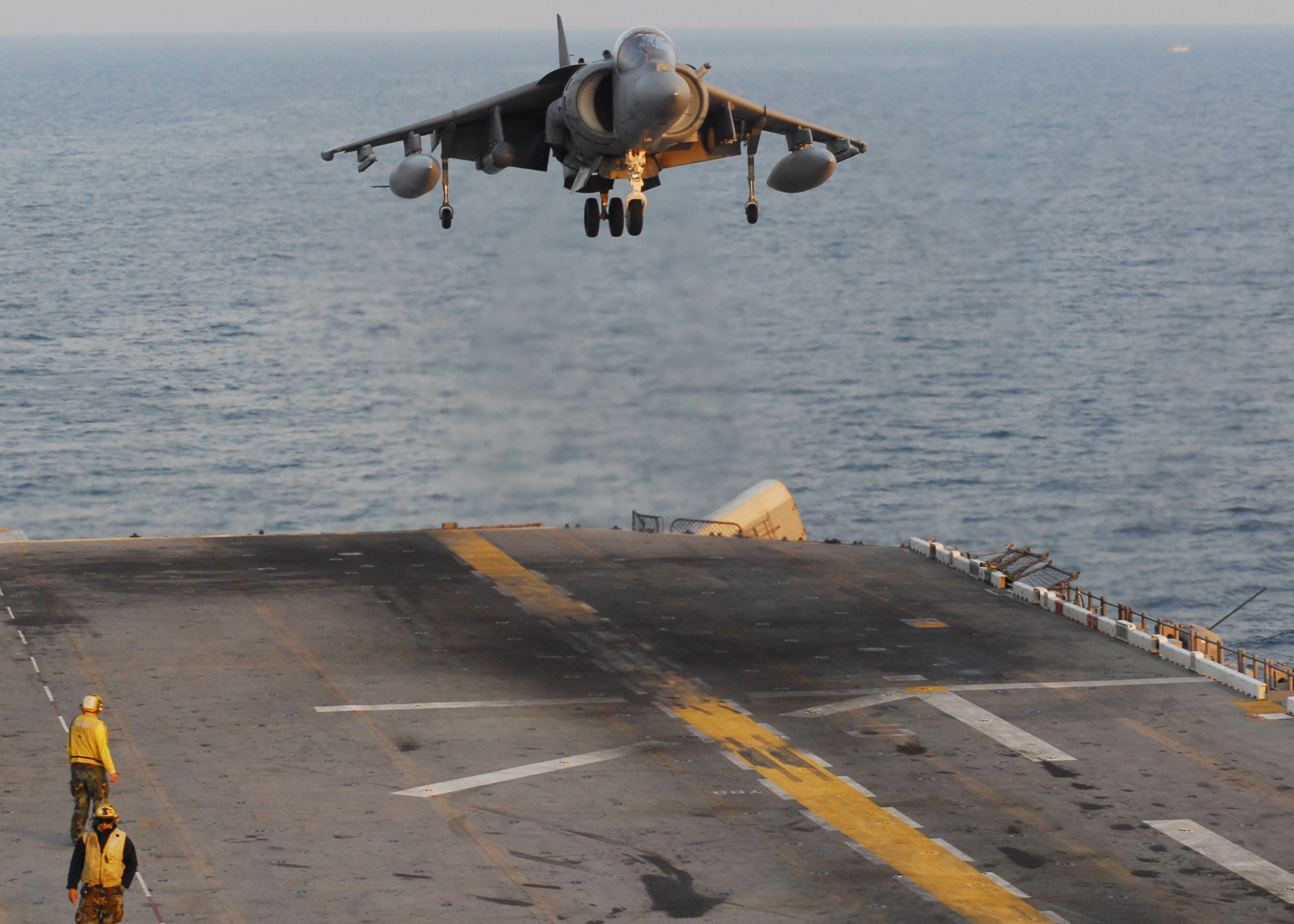
2007년도 독수리 연습에 참가중인 에식스함에 착륙하고 있는 AV-8B 해리어 II
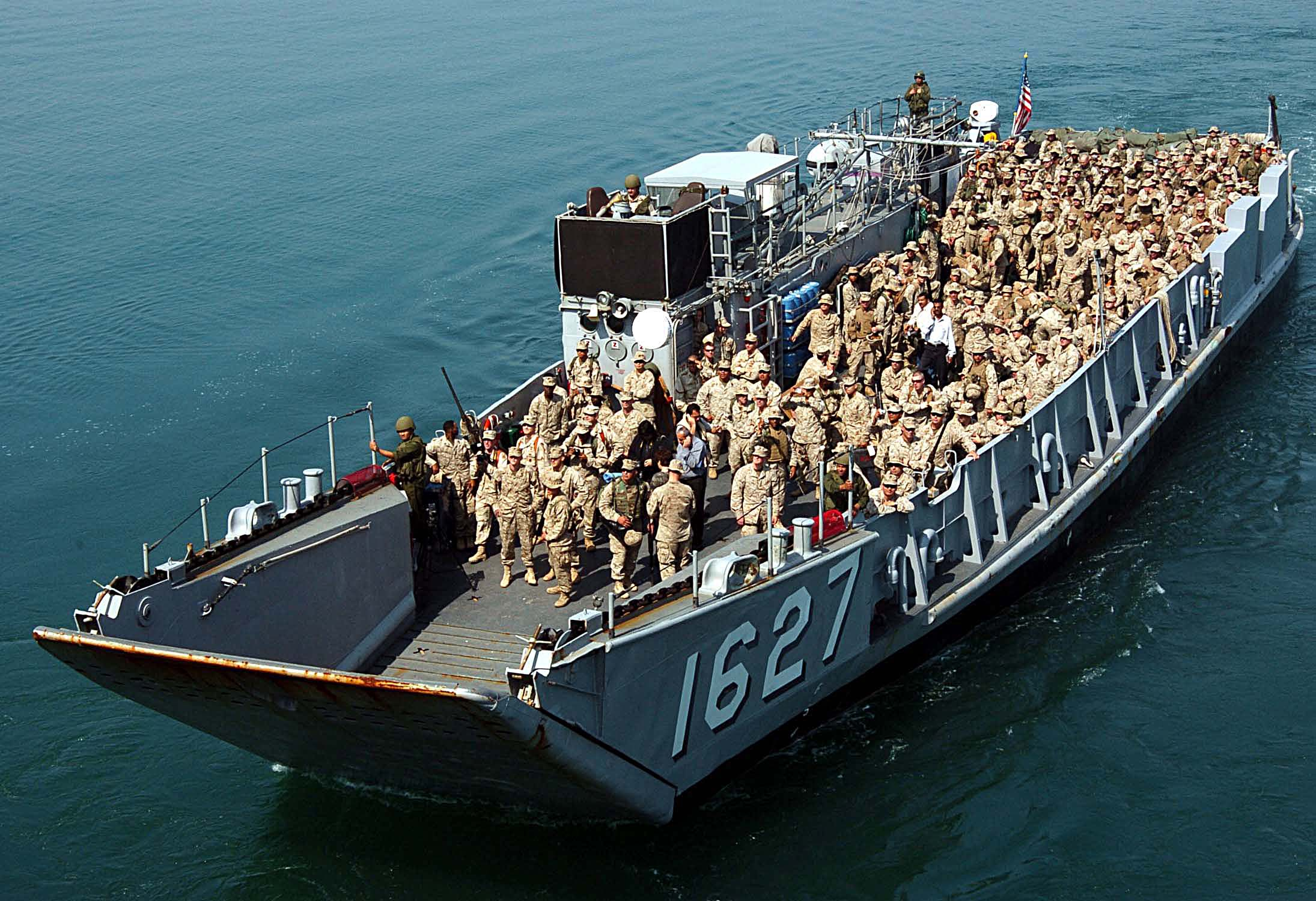
2005년 2월 28일 미국 해병대 31원정단(MEU)이 이라크에서 5개월간의 작전을 마치고 LCU-1627을 타고 에식스함으로 돌아오고 있다. 31원정단과 에식스함의 모항은 일본 사세보이다.
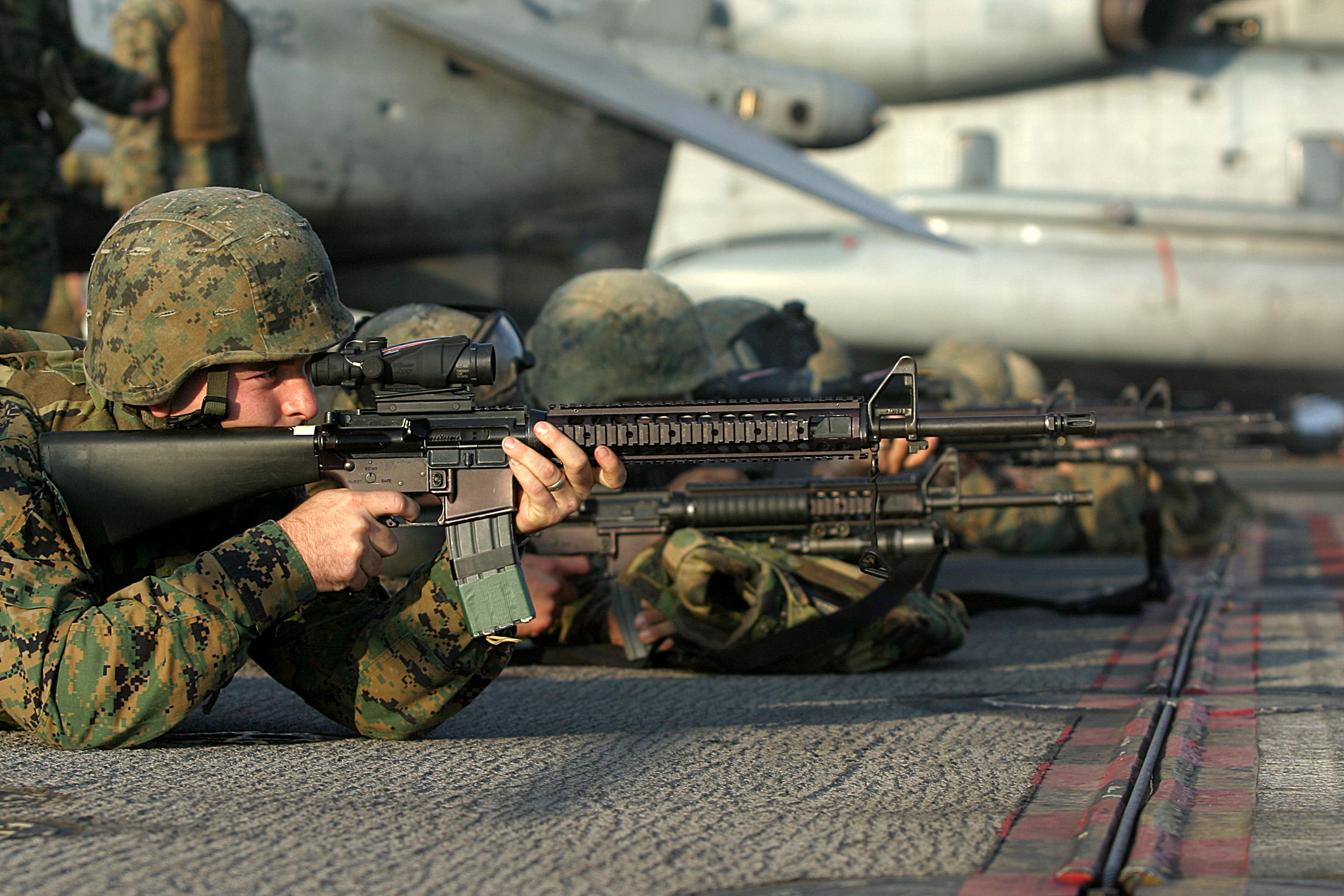
2006년 5월 10일 에식스함에서 31원정단 소속 일병이 M16A4 소총에 장착된 신형 조준경으로 첫 영점사격을 하고 있다. 에식스함은 태국에서 열리는 Cobra Gold 2006 훈련에 참가하기 위해 항해중이다.
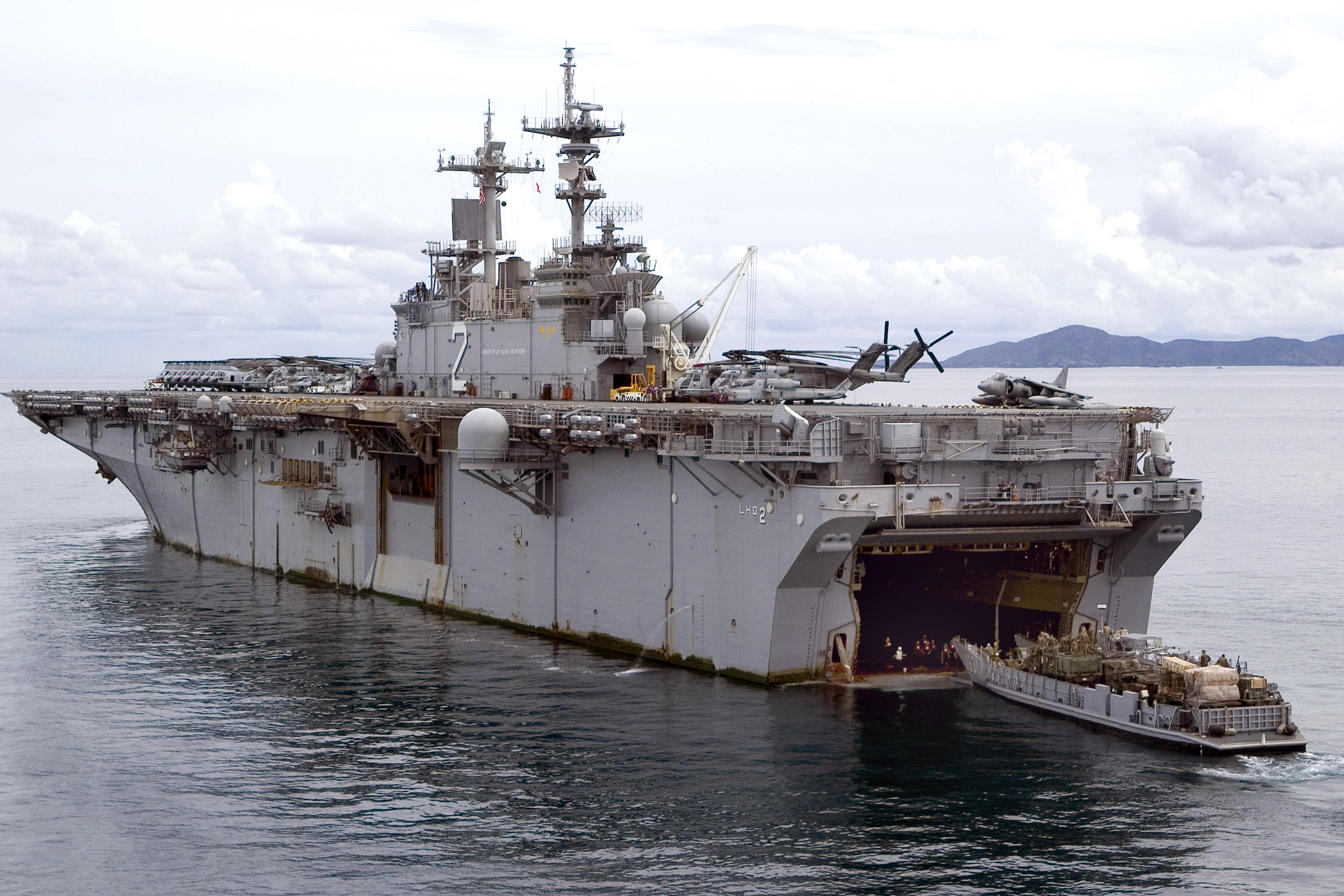
에식스함에 31원정단의 장비를 실은 LCU-1631이 들어오고 있다.
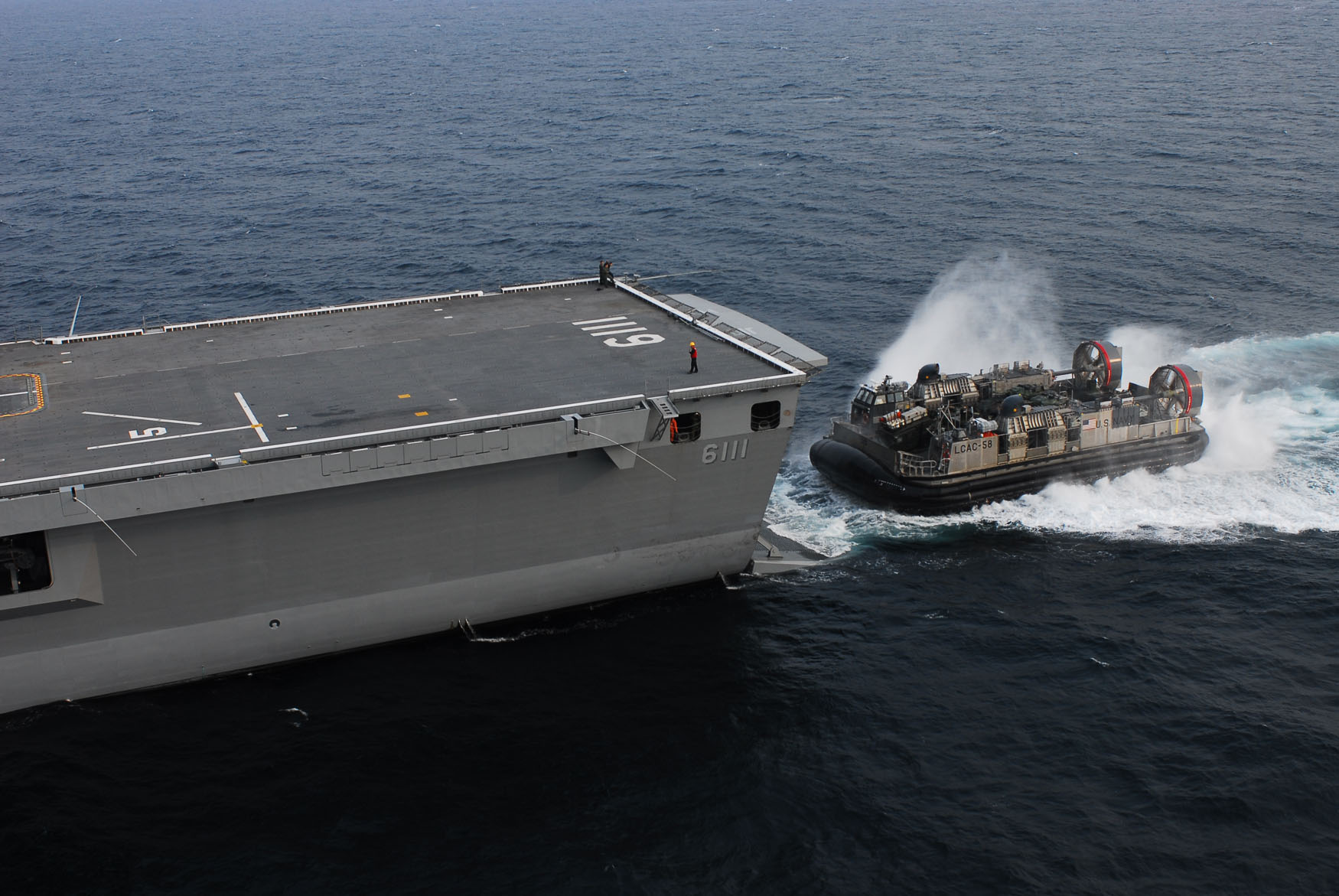
2007년 11월 11일, 동해상에서, 미국 해군의 LCAC가 미국 해군의 에식스함에서 나와서 대한민국 해군의 독도함으로 들어가고 있다.